# Cornouaille

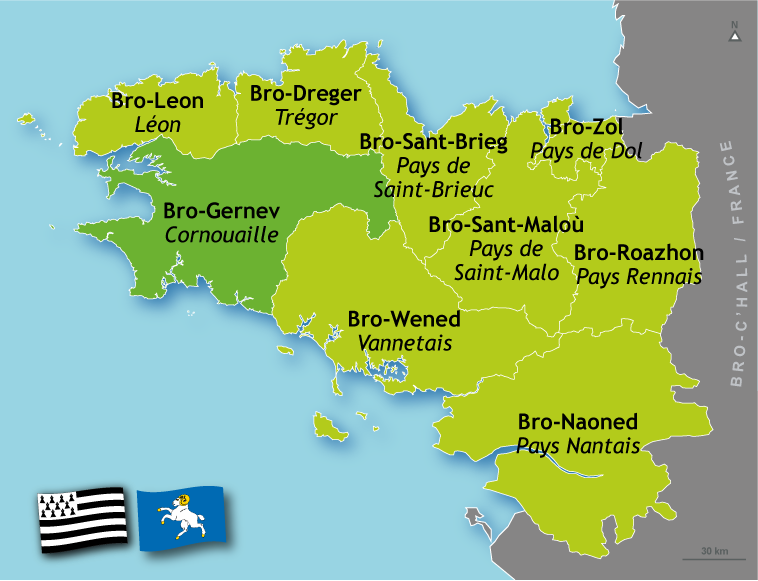
Karte der Cornouaille (dunkelgrün)

Cornouaille (bretonisch: Kerne bzw. Bro Gerne) ist eine historische Landschaft des Departements Finistère in der Bretagne. Sie war im Mittelalter ein Königreich und später ein Teil des Herzogtums der Bretagne (siehe Herrscherliste Bretagne und Liste der Bischöfe von Cornouaille).

Wappen von Cornouaille / Kerne

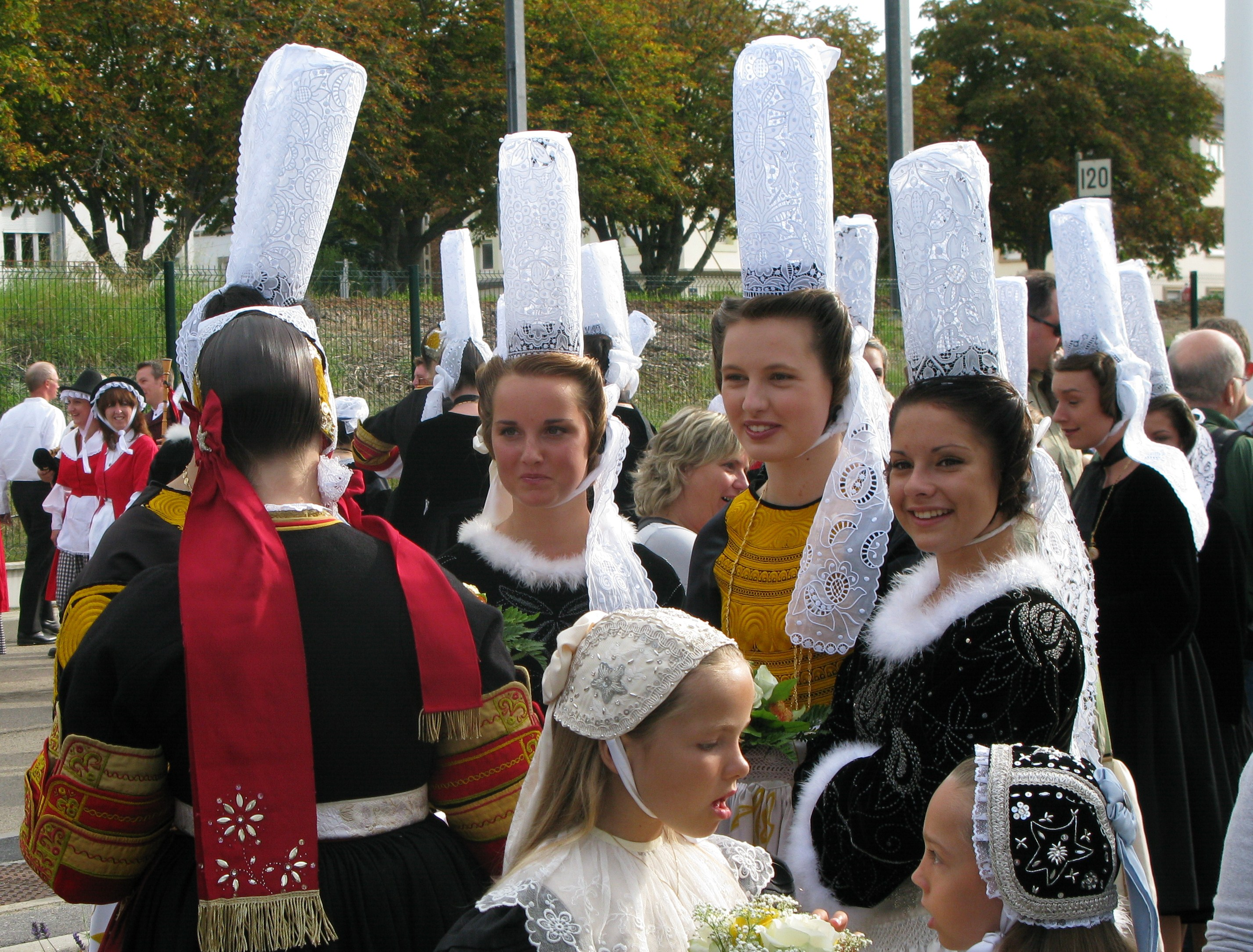
Tracht der Bigouden

## Etymologie
Der Name führt zu Verwechslungen mit der englischen Grafschaft Cornwall, die in Frankreich ebenfalls Cornouailles (Plural von Cornouaille) genannt wird. Dafür sprechen die Briten von Brittany, wenn sie die Bretagne meinen.

## Lage
Die Cornouaille reicht von der Pointe du Raz im äußersten Nordwesten bis nach Quimperlé im Südosten. Im Norden grenzt sie an das Hinterland von Brest, im Süden an den Atlantik. Über die spätere Hauptstadt und den Bischofssitz Quimper (jetzt ca. 60.000 Einw.) der Cornouaille erstreckte sich die historische Landschaft ostwärts bis in die Gegend von Landerneau, Morlaix und Quimperlé. Der Küstenabschnitt der Bucht von Audierne reicht von der felsigen Halbinsel Cap Sizun mit der Pointe du Raz bis zur südlichen Halbinsel Presqu’île de Penmarc’h (ihr Name stammt vom bildhaften Pferdekopf dieser Halbinsel) und dem Leuchtturm Phare d’Eckmühl.
Ein Teil der historischen Cornouaille ist der Westteil mit den Pays Bigouden und seinem Hauptort Pont-l’Abbé. Die immer schon hohe, zu Stofftürmen geartete Kopfdeckung der weiblichen Bevölkerung (den Coiffe Bigoudène) gab dem Bigoudenland seinen Namen. Angeblich war es ein stummer Protest gegen die willkürliche Verfolgung nach dem Aufstand gegen die Papiersteuer 1675 durch Ludwig XIV. Der ließ damals als Mahnung u. a. zahlreiche Kirchtürme des Pays Bigouden niederreißen. Einst war dieser Landstrich sehr wohlhabend und erstreckte sich über die Halbinsel Penmarc’h zwischen den Ufern des Odet und des Goyen bis zur Bucht von Audierne. Selbst unter den Bretonen führten sie ein Eigenleben: „Hebken“ – „So sind wir und so bleiben wir“ war das Lebensmotto, ähnlich dem „Mir san mir“ der Bayern.
Das Land ist durch umfriedete Pfarrbezirke gekennzeichnet, durch die nach alter Tradition die Welt der Lebenden und der Toten getrennt wird. Auch Calvaires, der älteste liegt in Tronoën, sind hier häufig.

## Bauwerke
Zahlreiche Megalithanlagen: Cairn von Kerléven in La Forêt-Fouesnant, Dolmen von Quélarn in Lesconil, Pointe de la Torche, Castel-Ruffel in Saint-Goazec und Ti Ar Boutiged, Menhire, Alignements (Steinreihen von Lagatjar) und Bauwerke der Oberschicht sind noch heute am „Ende der Welt“ (Finis-terre), dem zu bestaunen.

## Cidre
In Cornouaille wird der gleichnamige Cidre hergestellt, der seit 2000 ein Produkt mit geschützter Ursprungsbezeichnung ist. Das Herstellungsgebiet des seit etwa dem 14. Jahrhundert erzeugten Obstweines ist auf das Département Finistère beschränkt.

## Legende
Bei Plomarc’h an der „Plage du Ris“ soll in einer heute verfallenen Burg ein König Marc’h residiert haben, der identisch sein soll mit dem König Marke aus Tristan und Isolde. Später soll von hier der König Gradlon bei der Flucht aus der versinkenden Stadt Ys nach Quimper geflohen sein.

## Sehenswürdigkeiten
- Concarneau
- Locronan
- Halbinsel und Museum Penmarc’h
- Nekropole an der Pointe de Souc’h
- Pointe de la Torche
- Pointe du Raz
- Pont-Croix
- Quimper
- Kalvarienberg von Notre-Dame de Tronoën, in Tronoĕn
- Parc Botanique de Cornouaille